# Kloster der heiligen Großfürstin Elisabeth

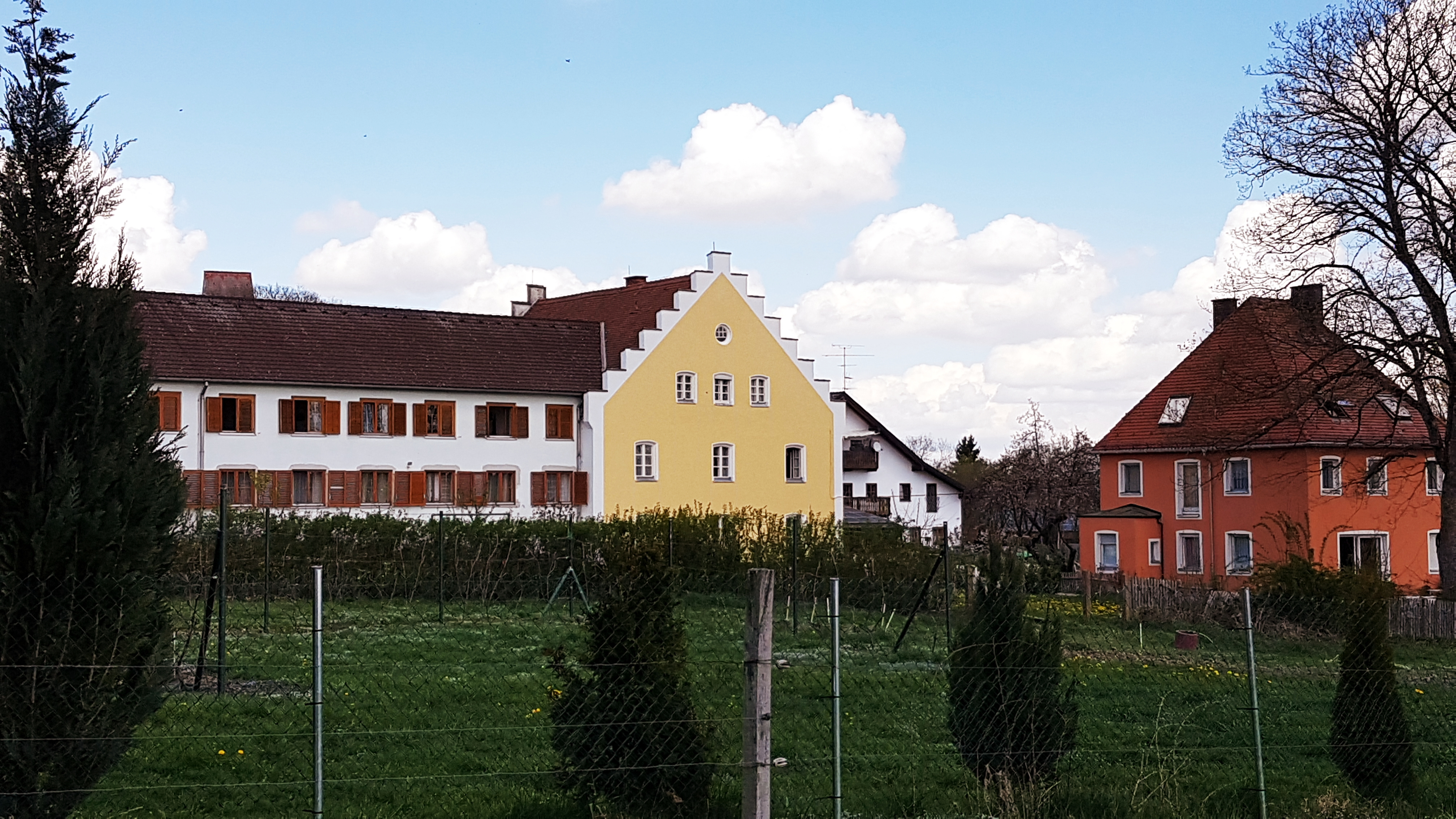
Blick von Süden auf das Kloster mit Pilgerheim (orange-rot)

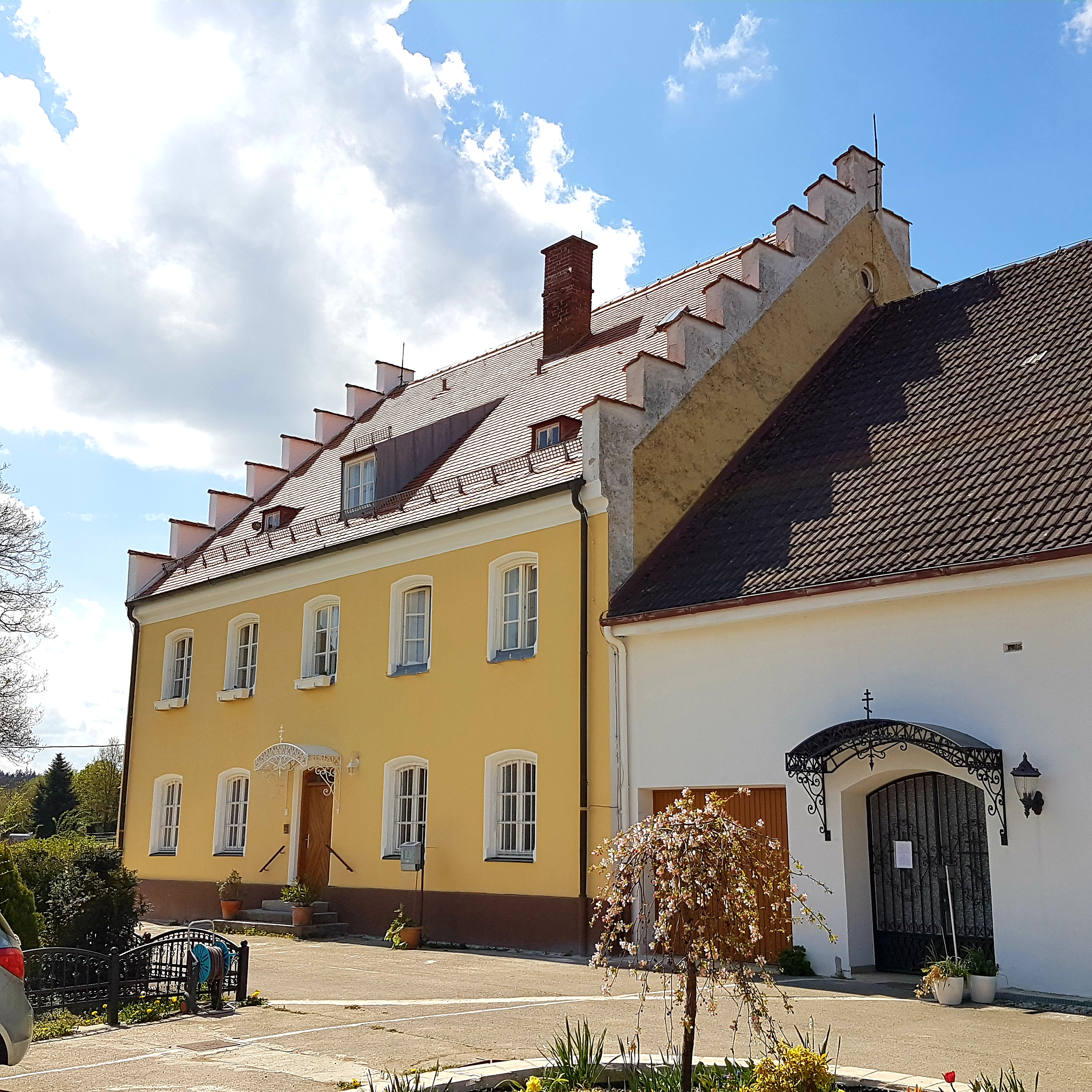
Ehemaliges Pfarrhaus von 1857

Das Kloster der heiligen Großfürstin Elisabeth ist ein russisch-orthodoxes Frauenkloster in Buchendorf. Es untersteht der Russischen Orthodoxen Kirche im Ausland. Patronin ist die als Heilige verehrte Großfürstin Elisabeth von Hessen-Darmstadt. 

## Geschichte
Gegründet wurde es am 10. Oktober 2005. von Metropolit Mark (Arndt) auf einem von der Congregatio Jesu gepachteten Gelände. Die Klostergemeinschaft besteht aus 11 bzw. 15 Schwestern (die Differenz ergibt sich möglicherweise unter anderem aus drei Novizinnen), welche von der griechischstämmigen Nonne Maria (Sidiropulu) – seit 2009 Vorsteherin (Matuschka) des Klosters – geleitet wird. Das Kloster ist primär dem Gebet und Gottesdienst gewidmet, unterhält jedoch auch eine Prosphorenbäckerei, Schneiderei sowie eine Buchbinderei und veranstaltet ein Sommerlager für Mädchen im Alter von 8 bis 13 Jahren.

## Gebäude
Es befindet sich angrenzend an die katholische Kirche St. Michael. Das Grundstück umfasst ungefähr eine Fläche von 1,4 Hektar. Ein Teil ist bereits im orthodoxen Stil umgebaut worden. In Zukunft ist eine weitere bauliche Erweiterung inklusive einer größeren Kirche geplant. Bisher besitzt das Kloster lediglich eine Kapelle. Das teilweise denkmalgeschützte Gebäudeensemble beinhaltete vormals unter anderem ein Altenheim. Im ehemaligen Pfarrhaus befindet sich das Refektorium, Trapeza genannt.
Beim Pfarrhaus von 1857 handelt es sich um einen teilweise gewölbten, zweigeschossigen Satteldachbau mit Staffelgiebel und segmentbogigen Fenstern. Daran schließt ein ehemaliger Stadel an. 

## Film
Die Regisseurin Daria Kuchev produzierte 2023 den Dokumentarfilm Wie im Himmel so auf Erden, in dem der Alltag der Nonnen im Kloster gezeigt wird. Der Film feierte Premiere auf dem Filmfestival Max Ophüls Preis.